# Le Troubadour
Le Troubadour je francouzský němý film z roku 1906. Režisérem je Segundo de Chomón (1871–1929). Film trvá necelé 2 minuty.

## Děj
Film zachycuje trubadúra, jak ze vzduchu chytá papíry, které následně uspořádá na podlahu. Na každém papíře se krátce nato objeví 6 dalších trubadúrů, přičemž každý z nich má jiný hudební nástroj. Hlavní hrdina seskočí ze stoličky do bubnu, čímž zmizí stejně rychle jako jeho kolegové. Na jeho místě se objeví velký vějíř, který se po rozvinutí přemění na hrad s dívkou, které ze žebříku hraje na mandolínu trubadúr. Ten se na samý závěr ukloní a odejde.